# Географія Стародавнього Єгипту
== Географічне положення ==

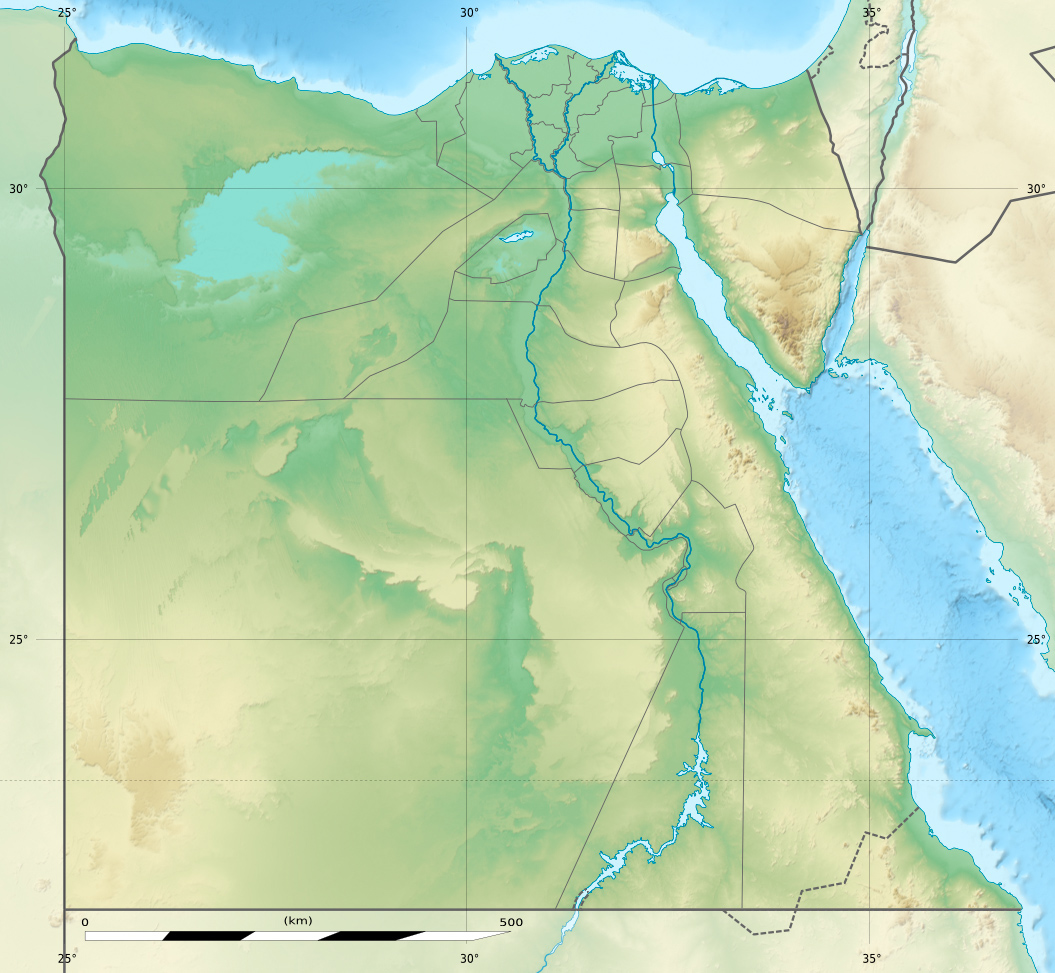
Мапа Нілу

Стародавній Єгипет розташовувався в північно-східній частині Африки, у долині та дельті річки Ніл, біля берегів Середземного моря. У пустелі Сахара завжди нестерпна спека, і тому давньоєгипетський народ обрав собі за місце проживання саме долину річки Ніл.
Ніл — найдовша річка світу. Вона починається в середній Африці й тече на північ. У верхній течії Ніл долає багато порогів, а в нижній тече широко й повільно. У тому місці, де Ніл впадає в море, він розділяється на декілька рукавів — дельту (слово «дельта» прийшло від стародавніх греків, бо це місце нагадувало їм літеру з їхнього алфавіту — дельта, яка мала форму трикутника). Береги Нілу заростали густим очеретом — папірусом, який сильно впливав на життя єгиптян — з нього виготовлявся папір, кошики та човни.

## Природа Стародавнього Єгипту
У долині річки Ніл водяться зграї птахів. У воді водяться крокодили, бегемоти та багато риби. На берегах Нілу росте папірус, акації, пальми, сикомори і тамариски.
У Стародавньому Єгипті водилися слони, жирафи, носороги, кабани.